# Crisis? What Crisis?
《Crisis? What Crisis?》는 1975년 11월 29일에 발매된 영국의 록 밴드 슈퍼트램프의 네 번째 스튜디오 음반이다. 이 음반은 로스엔젤레스와 런던에서 녹음되었는데, 슈퍼트램프가 미국에서 녹음한 첫 번째 음반이다.
이 음반의 리마스터된 CD 버전은 2002년 6월 11일 A&M 레코드를 통해 발매되었다. 리마스터는 오리지널 삽화와 크레딧, 그리고 모든 곡의 가사를 포함하고 있는데, 오리지널 발매에는 부족했다.
《레코드 미러》는 1975년 연말 목록에 《Crisis? What Crisis?》를 포함시켜 그 해 최고의 음반을 인정하였다.

## 배경 및 녹음
《Crime of the Century》 (1974년)로 상업적 성공을 거둔 슈퍼트램프가 후속작을 내놓아야 한다는 압박이 있었고, 음반사는 《Crime of the Century》의 투어가 끝나자마자 작업을 시작하라고 압박했다. 북미 서부 해안을 둘러보는 동안 슈퍼트램프는 의도치 않게 추가 시간을 벌었다. 호손은 손을 다쳐 밴드가 나머지 투어를 취소하도록 강요했고 음반 작업보다 더 나은 할 일이 없게 만들었다. 그럼에도 불구하고 밴드는 여전히 음반 리허설을 할 시간이 없었고, 《Indelibly Stamped》 (1971년)와 마찬가지로 작곡가 릭 데이비스와 로저 호지슨은 완성된 음반에 대한 비전이 없었다. 게다가 밴드의 바쁜 투어 스케줄은 곡을 쓸 시간을 남기지 않았고, 그래서 그들은 A&M의 로스앤젤레스 녹음 스튜디오에 들어갔고, 《Crime of the Century》 (혹은 그보다 더 이른)의 노래들만 자료를 위해 남겨졌다. 재료 부족으로 인해 데이비스와 호지슨이 신곡 두 곡을 쓸 수 있도록 제작이 중단되어야 했는데, 그 중 하나가 〈Ain't Nobody But Me〉였다.
《얼티밋 클래식 록》 평론가 닉 데리소는 〈Sister Moonshine〉의 멜로디가 슈퍼트램프의 후기 곡 〈Give a Little Bit〉의 씨앗을 심었다고 제안했는데, 이 곡은 그들의 가장 큰 히트곡 중 하나가 되었다.
호지슨은 이 음반에 만족하지 못했으며, 이 음반이 《Crime of the Century》의 응집력이 전혀 없는 성급한 작업이라고 묘사했다. 베이시스트 더기 톰슨은 "우리는 《Crisis? What Crisis?》 음반이 약간 분리되어 있었고 그 당시 밴드 전체가 이 음반을 별로 좋아하지 않았다고 생각했다"고 동의했다.
그러나 1980년대 중반, 호지슨은 이 음반을 그가 가장 좋아하는 슈퍼트램프 음반이라고 불렀다.

## 평가
| 전문가 평가                   | 전문가 평가 |
| 평가 점수                     | 평가 점수   |
| 출처                          | 점수        |
| ----------------------------- | ----------- |
| AllMusic                      | [ 6 ]       |
| Encyclopedia of Popular Music | [ 7 ]       |
| The Great Rock Discography    | 6/10        |
| The Rolling Stone Album Guide | [ 9 ]       |
| Sputnikmusic                  | 4/5         |

《롤링 스톤》은 그들의 짧은 리뷰에서 특히 가사를 비웃으며 음반을 넘겼다.
올뮤직은 회고적 리뷰에서 릭 데이비스의 키보드 작업, 로저 호지슨의 보컬, 존 헬리웰의 색소폰에 찬사를 보냈다. 그들은 특히 감정적으로 강력한 곡 작사에 주목했는데, 그들은 음반에 "따뜻한 성격과 매력적으로 미묘한 분위기"를 주었다고 느꼈다.

## 곡 목록
모든 곡들은 릭 데이비스와 로저 호지슨에 의해 작사/작곡하였다.
| #  | 제목                    | 리드 보컬 | 재생 시간 |
| -- | ----------------------- | --------- | --------- |
| 1. | 〈Easy Does It〉        | 호지슨    | 2:19      |
| 2. | 〈Sister Moonshine〉    | 호지슨    | 5:15      |
| 3. | 〈Ain't Nobody but Me〉 | 데이비스  | 5:14      |
| 4. | 〈A Soapbox Opera〉     | 호지슨    | 4:54      |
| 5. | 〈Another Man's Woman〉 | 데이비스  | 6:15      |

| #   | 제목                  | 리드 보컬        | 재생 시간 |
| --- | --------------------- | ---------------- | --------- |
| 6.  | 〈Lady〉              | 호지슨           | 5:26      |
| 7.  | 〈Poor Boy〉          | 데이비스         | 5:07      |
| 8.  | 〈Just a Normal Day〉 | 데이비스, 호지슨 | 4:02      |
| 9.  | 〈The Meaning〉       | 호지슨           | 5:23      |
| 10. | 〈Two of Us〉         | 호지슨           | 3:26      |

## 인증
| 국가                                                  | 인증     | 판매량/출하량 |
| ----------------------------------------------------- | -------- | ------------- |
| 오스트레일리아 (ARIA)                                 | 골드     | 20,000^       |
| 캐나다 (뮤직 캐나다)                                  | 플래티넘 | 100,000^      |
| 프랑스 (SNEP)                                         | 골드     | 100,000*      |
| 독일 (BVMI)                                           | 골드     | 250,000^      |
| *판매량을 기반으로 한 인증 ^출하량을 기반으로 한 인증 |          |               |